# Молина-и-Овьедо, Гаспар де
Гаспар де Молина-и-Овьедо (исп. Gaspar de Molina y Oviedo, 28 января 1679, Мерида, Испания — 30 августа 1744, Мадрид, Испания) — испанский религиозный деятель и кардинал, монах-августинец. Епископ Сантьяго-де-Куба с 1 сентября 1730 по 28 июня 1731. Епископ Барселоны с 28 июня 1731 по 5 мая 1734. Епископ Малаги с 5 мая 1734 по 30 августа 1744. Кардинал-священник с 20 декабря 1737 по 30 августа 1744.

## Биография
Молина вошёл в Августинский орден в 1694 году и преподавал в школе августинцев Севильи. Молина занимался частными делами короля Филиппа V. Он был назначен епископом Кубы в 1730 году, епископом Барселоны в 1731 году. В 1734 году он был переведён в епархию Малаги. Был председателем Совета Кастилии. Во время консистории 1737 года папа Климент XII возвёл Молина в сан кардинала. В конклаве 1740 года участия не принимал.
Внезапно скончался 30 августа 1744 года в Мадриде, в возрасте 65 лет и был похоронен в монастыре Сан-Фелипе-Реаль.